# Vicegobernador (Canadá)
En Canadá, un vicegobernador ( /lɛfˈtɛnənt/ ; Francés [masculino]: lieutenant-gouverneur , o [femenino]: lieutenante-gouverneure) es el representante virreinal en una jurisdicción provincial del monarca y jefe de Estado canadiense, el rey Carlos III. Por consejo de su primer ministro, el Gobernador General de Canadá nombra a los vicegobernadores para que desempeñen la mayor parte de las funciones constitucionales y ceremoniales del monarca durante un periodo de tiempo no determinado —conocido como servicio a voluntad de Su Excelencia—, aunque lo normal es que sean cinco años. Los cargos similares en los tres territorios de Canadá se denominan Comisionados y son representantes del gobierno federal, no del monarca directamente.
Los cargos tienen sus raíces en los gobernadores coloniales de Nueva Francia y la Norteamérica británica de los siglos XVI y XVII, aunque las encarnaciones actuales de los cargos surgieron con la Confederación Canadiense y el Acta de la Norteamérica británica de 1867, que definió los cargos virreinales como el «Vicegobernador de la Provincia que actúa por y con el Consejo Ejecutivo de la misma». Los cargos seguían representando en última instancia al gobierno de Canadá (es decir, al Gobernador General en Consejo) hasta la sentencia de 1882 de Lord Watson del Comité Judicial del Consejo Privado en el caso del Banco Marítimo contra el Receptor General de Nuevo Brunswick, a partir de la cual los vicegobernadores fueron reconocidos como representantes directos del monarca. El Acta constitucional de 1982 establece que cualquier enmienda constitucional que afecte al cargo de vicegobernador requiere el consentimiento unánime de cada Asamblea Legislativa provincial, así como de la Cámara de los Comunes y del Senado. 

## Titulares
| Provincia                 | Nombre               | Inicio                   | Designado por  | Nombrado con el asesoramiento de |
| ------------------------- | -------------------- | ------------------------ | -------------- | -------------------------------- |
| Ontario                   | Elizabeth Dowdeswell | 23 de septiembre de 2014 | David Johnston | Stephen Harper                   |
| Quebec                    | J. Michel Doyon      | 24 de septiembre de 2015 | David Johnston | Stephen Harper                   |
| Nueva Escocia             | Arthur LeBlanc       | 28 de junio de 2017      | David Johnston | Justin Trudeau                   |
| Nuevo Brunswick           | Brenda Murphy        | 08 de septiembre de 2019 | Julie Payette  | Justin Trudeau                   |
| Columbia Británica        | Janet Austin         | 24 de abril de 2018      | Julie Payette  | Justin Trudeau                   |
| Isla del Príncipe Eduardo | Antoinette Perry     | 20 de octubre de 2017    | Julie Payette  | Justin Trudeau                   |
| Saskatchewan              | Russell Mirasty      | 17 de julio de 2017      | Julie Payette  | Justin Trudeau                   |
| Alberta                   | Salma Lakhani        | 26 de agosto de 2020     | Julie Payette  | Justin Trudeau                   |
| Terranova y Labrador      | Judy Foote           | 03 de mayo de 2018       | Julie Payette  | Justin Trudeau                   |
| Manitoba                  | Anita Neville        | 24 de octubre de 2022    | Mary Simon     | Justin Trudeau                   |

## Ortografía
En el contexto canadiense, existen numerosas nociones, no mutuamente aceptables, sobre el guion y las mayúsculas del título del puesto. Diversas leyes de la Constitución canadiense y numerosos sitios web provinciales suelen indicar Teniente Gobernador de [Provincia] (con mayúsculas y sin guion), probablemente debido a la primacía de esos cargos en sus respectivas jurisdicciones. El estilo canadiense indica Teniente-Gobernador (en mayúscula y con guion), aunque tenientes-gobernadores (en minúscula y con guion) cuando se pluraliza. La Guide to Canadian English Usage (Guía de Uso del Inglés Canadiense) se equivoca un poco, indicando las mayúsculas sólo cuando se usan en y están asociadas a un vicegobernador provincial específico o a un nombre (por ejemplo, Teniente-Gobernador Lincoln Alexander), no en general, y un uso variado. En francés, el término se escribe siempre con guion, y varía ligeramente según el género. Mientras que en el español se usa simplemente Vicegobernador.